# Hélio Fernandes
Hélio Fernandes (Rio de Janeiro, 11 de janeiro de 1921 - Rio de Janeiro, 10 de março de 2021) foi um jornalista brasileiro. Sua história profissional confunde-se com a própria história da Tribuna da Imprensa, jornal de que foi proprietário de 1962 até sua morte em 2021. Hélio era pai dos jornalistas Rodolfo Fernandes e Hélio Fernandes Filho e irmão do desenhista e humorista Millôr Fernandes.

## Biografia

Hélio Fernandes (1963).

Seu primeiro emprego foi na revista O Cruzeiro, quando tinha 13 ou 14 anos de idade, onde entrou a pedido do tio, gráfico de profissão, e lá permaneceu por aproximadamente 16 anos, junto com seu irmão mais novo Millôr Fernandes. A seguir, foi chefe da seção de esportes do Diário Carioca, onde chegou ao cargo de secretário, semelhante ao atual editor. Quando o jornal fechou, foi ser diretor da revista Manchete.
Após o final do Estado Novo, em 1945, cobriu a Assembleia Constituinte de 1946, onde conhece o jornalista Carlos Lacerda, com quem teve longa relação profissional e de amizade. Trabalhou como jornalista no recém-lançado jornal Tribuna da Imprensa. Foi o último jornalista vivo que participou da cobertura da Assembleia Constituinte de 1946.
Foi assessor de imprensa de Juscelino Kubitschek durante a campanha deste à presidência da república em 1955, quando viajou por todo o pais acompanhando o candidato. Após a campanha, polêmico como sempre, volta ao jornalismo de oposição ao governo que ajudara a eleger.
Trabalha também na televisão, num programa onde comenta a situação política, com sucesso.
No começo da década de 1960, Helio Fernandes adquire o jornal Tribuna da Imprensa, fundado alguns anos antes por Carlos Lacerda agora governador do estado da Guanabara. Vários jornalistas importantes dessa época ganharam destaque com ele, como Paulo Francis e Sebastião Nery.
Jornalista sempre polêmico e com ideias de esquerda, já era perseguido antes do Golpe Militar de 1964, preso pela primeira vez em julho de 1963 por ordem do Ministro da Guerra de João Goulart, general Jair Dantas Ribeiro. Após onze dias preso, quatro deles incomunicável, foi libertado por ordem do Supremo Tribunal Federal. Foi o redator do manifesto pela Frente Ampla, lançado por Juscelino, Lacerda e João Goulart e chegou a ser candidato a deputado federal pelo MDB, mas teve seus direitos políticos cassados em 1966.
Com a violenta censura à imprensa imposta principalmente com o AI-5 em 1968, foi preso várias vezes, inclusive no DOI-CODI, foi afastado compulsoriamente do Rio de Janeiro e obrigado a passar períodos de exílio interno em Fernando de Noronha e em Pirassununga(SP). Ao contrario de outros donos de jornal, nunca aceitou a censura e nunca deixou de tentar publicar as notícias do período. Seu jornal foi o que mais sofreu intervenção durante o Regime Militar: teve mais de vinte apreensões e censores instalados dentro de seu prédio por dez anos e dois dias. Em 1973 foi preso por seis dias no quartel da Polícia do Exército na rua Barão de Mesquita.
A sede do jornal chegou a ser alvo de um atentado a bomba, poucos dias antes do Riocentro, já na época final da ditadura militar, em 1981, mas no dia seguinte o jornal estava nas bancas.
Nonagenário (2007), Helio Fernandes passou o comando do jornal a seu filho Hélio Fernandes Filho (1954-2011). Seu outro filho, Rodolfo Fernandes (1962-2011) foi editor do concorrente O Globo. Mas continua polêmico, único, combativo e independente.
No seu site atual, no qual são publicadas diariamente suas preciosas aulas de história e de jornalismo, http://heliofernandesonline.blogspot.com/, é possível apreciar e acompanhar as lúcidas e bem informadas análises políticas do veterano jornalista, mestre do jornalismo brasileiro.
Morreu em 10 de março de 2021, aos 100 anos, de causas naturais.

## Documentário
- 2021: Confinado, de Mário Rezende[4]